# Lary Müller
Lary Müller (* 1994) ist eine deutsche Schauspielerin.

## Leben
Lary Müller ist in Endingen und Weilstetten aufgewachsen. Neben der Schulausbildung sammelte sie in ihrer schwäbischen Heimat erste Tanzerfahrungen bei einer Dance Crew in Balingen. Nach dem Abitur immatrikulierte sie sich zunächst an der Sorbonne Université in Paris für ein Studium. Nach einem Sommerkurs im Bereich Schauspiel änderte sie aber ihren ursprünglichen Berufswunsch und absolvierte eine zweijährige Schauspielausbildung in London.
Lary Müller wirkte auch in einigen Film- und Fernsehproduktionen mit. Darunter befand sich 2023 Love in Tahiti, eine internationale Produktion von John Lyde (Regie, Drehbuch und Produktion).
In der 2. Staffel der Fernsehserie Der Palast von ZDF und ORF ist sie 2024 (Mediathek) und im Januar 2025 (Fernsehausstrahlung) unter der Regie von Uli Edel in der durchgehenden Hauptrolle als Tänzerin Luise Jansen zu sehen.
Lary Müller lebt in Berlin.

## Filmografie (Auswahl)
- 2017: The Sleeping Field (Kurzfilm)
- 2020: Sunshine Periphery (Kurzfilm)
- 2021: Pastéque (Kurzfilm)
- 2021: Hallucinations
- 2023: Love in Tahiti
- 2024: Der Palast (Fernsehserie)